# Pachypanchax
Pachypanchax é um género de peixe da família Aplocheilidae.
Este género contém as seguintes espécies:
- Pachypanchax omalonotus
- Pachypanchax sakaramyi
- Pachypanchax sp. nov. 'Analava'
- Pachypanchax sp. nov. 'Anjingo'
- Pachypanchax sp. nov. 'Betsiboka'
- Pachypanchax sp. nov. 'Sofia'
- Pachypanchax sp. nov. 'Talio'
- Pachypanchax sp. nov. 'Tsiribihina'
- Pachypanchax sp. nov. 'Varatraza'